# Duren (Bandungan)
Duren is een bestuurslaag in het regentschap Semarang van de provincie Midden-Java, Indonesië. Duren telt 5370 inwoners (volkstelling 2010).